# Библиография Хулио Кортасара
Список произведений аргентинского писателя Хулио Кортасара.

## Романы
1. «Выигрыши» / Los premios (1960)
2. «Игра в классики» / Rayuela (1963)
3. «62. Модель для сборки» / 62, modelo para armar (1968)
4. «Книга Мануэля» / Libro de Manuel (1973)
5. «Экзамен» / El Examen (1950; издан в 1986)
6. «Дивертисмент» / Divertimento (1949; издан в 1986)
7. «Дневник Андреса Фавы» / Diario de Andrés Fava (середина 1950-х; издан в 1995)

## Сборники
1. «Другой берег» / La otra orilla (1945)
2. «Бестиарий» / Bestiario (1951)
3. «Конец игры» / Final del juego (1956)
4. «Тайное оружие» / Las armas secretas (1959)
5. «Жизнь хронопов и фамов» / Historias de cronopios y de famas (1962)
6. «Все огни — огонь» / Todos los fuegos el fuego (1966)
7. «Вокруг дня за восемьдесят миров» / La vuelta al día en ochenta mundos (1967)
8. «Преследователь и другие рассказы» / El perseguidor y otros cuentos (1967)
9. «Последний раунд» / Último round (1969)
10. «Остров в полдень и другие рассказы» / La isla a mediodía y otros relatos (1971)
11. «Восьмигранник» / Octaedro (1974)
12. «Тот, кто здесь бродит» / Alguien que anda por ahí (1977)
13. «Некто Лукас» / Un tal Lucas (1979)
14. «Территории» / Territorios (1979)
15. «Мы так любим Гленду» / Queremos tanto a Glenda (1980)
16. «Вне времени» / Deshoras (1982)

## Пьесы
1. «Короли» / Los reyes (1949)
2. «Прощай, Робинзон» / Adiós Robinson y otras piezas breves (1995)

## Поэзия
1. «Присутствие» / Presencia (1938)
2. «Эпомы и мэопы» / Pameos y meopas (1971)
3. «Только сумерки» / Salvo el crepúsculo (1984)

## Публицистика
1. «Южное шоссе» / La autopista del Sur (1964)
2. «Буэнос-Айрес, Буэнос-Айрес» / Buenos Aires, Buenos Aires (1967)
3. «Путешествие вокруг стола» / Viaje alrededor de una mesa (1970)
4. «Проза из обсерватории» / La prosa del Observatorio (1972)
5. «Ящик Морелли» / La casilla de los Morelli (1973)
6. «Фантомас против многонациональных вампиров» / Fantomas contra los vampiros multinacionales (1975)
7. «Строго не профессионал» / Estrictamente no profesional (1976)
8. «Автонавты на Космотрассе» / Los autonautas de la cosmopista (1982)
9. «Никарагуа, беспощадно-нежный край» / Nicaragua tan violentamente dulce (1983)
10. «Сильварадо» / Silvalandia (1984; основано на иллюстрациях Хулио Сильвы)
11. «Образ Джона Китса» / Imagen de John Keats (между 1951 и 1952)
12. «Переписка Кортасара, Данлоп и Монро» / Correspondencia Cortázar-Dunlop-Monrós (2009)
13. «Неожиданные роли» / Papeles inesperados (2009)
14. «Письма Жонкьерам» / Cartas a los Jonquières (2010)